# Kfz-Kennzeichen (Vereinigte Staaten)
Die Kfz-Kennzeichen in den Vereinigten Staaten werden von den einzelnen Bundesstaaten vergeben. Ein bundesweites, einheitliches Nummernschild gibt es abgesehen von bestimmten Behördenkennzeichen sowie Diplomatenkennzeichen nicht.
Die Kennzeichen enthalten in der Regel am oberen Rand den Namen des Staates, am unteren Rand entweder das Motto des Staates (z. B. für Florida: The Sunshine State) oder weniger häufig (z. B. in Georgia) den Namen des Countys, in dem das Nummernschild vergeben wurde. Die indianischen Reservate geben eigene Kfz-Kennzeichen aus, die nach dem gleichen Prinzip aufgebaut sind, aber die indianische Nationalität und meist auch den Bundesstaat angeben.
Weiterhin haben die einzelnen Staaten neben den gewöhnlichen Nummernschildern Themenkennzeichen, die zum Beispiel das Logo einer bestimmten Organisation oder Universität tragen. Auch Schilder für verschiedene Hobbys und Interessen gibt es. Die Kennzeichen für die einzelnen Staaten kann man sich generell auf der Webseite des Department of Motor Vehicles (DMV) für den Staat ansehen und auswählen. Der Staat Virginia hat mit mehr als 200 Themen die größte Auswahl.
Die Kennzeichen werden für den jeweiligen Bundesstaat gesondert durchnummeriert. Die Farbgestaltung variiert von Staat zu Staat und ändert sich auch meist im Rhythmus von einigen Jahren. So haben z. B. derzeit Washington, D.C. blaue Schrift auf weißem Hintergrund, New York blau auf gelbem Grund, New Jersey schwarze Schrift auf einem gelben Farbverlauf und Pennsylvania dunkelblaue Schrift auf weißem Hintergrund mit blauem Rand oben und gelbem Rand unten.

Kfz-Kennzeichen mit Sonderzeichen

Gegen eine Extragebühr besteht die Möglichkeit, ein Wunschkennzeichen zu erhalten, bei dem man sich den Text für das Nummernschild selbst aussuchen kann, solange er nicht bereits vergeben wurde und nicht anstößig ist. Viele Bürgerinnen und Bürger nutzen ihre Nummernschilder als Form persönlichen Ausdruckes oder um ihre Hobbys zu verkünden. So kann man auf der Straße zum Beispiel „ANN’SBMW“ („Anns BMW“), „LUVDOGS“ (Ich liebe Hunde) oder „XLR8“ (accelerate = beschleunigen) sehen. In Kalifornien sind zum Teil auch Sonderzeichen (Herz, Stern, Hand und Pluszeichen) auf Nummernschildern zulässig.
Ein Beispiel für solch ein Nummernschild ist „DOG ♥R“ (Hundeliebhaber).
Die Kennzeichen für Lastkraftwagen, landwirtschaftlich genutzte Fahrzeuge und Limousinen variieren gegenüber den Pkw-Kennzeichen und sind zumeist sehr schlicht gehalten. Besondere Kennzeichen gibt es für Diplomaten, Senatoren und Regierungsfahrzeuge. Militärfahrzeuge tragen in den USA, soweit sie sich nicht in Privatbesitz befinden, keine Nummernschilder.
In einigen Bundesstaaten (z. B. Florida) ist nur das Nummernschild am Heck Pflicht; einige Fahrzeughalter bringen in solchen Fällen vorne ein Bild an, wie zum Beispiel den Seeadler, die Heimatstadt oder die US-Flagge. Seit einiger Zeit werden dazu auch ausländische Kennzeichen oder Markennamen genutzt; besonders europäische, die zum Land des Fahrzeugherstellers passen, z. B. italienische an einem Ferrari.

## Die einzelnen Staaten

### Alabama
Motto: Stars Fell on Alabama, bis 2002 Heart of Dixie, davor Cotton State oder Yellowhammer State
Buchstaben- und Ziffernanordnung: 9A999A oder 99A999A seit dem Januar 2002,
47A9A9A ab 2005, zunächst im Madison County mit der Kennnummer 47, mittlerweile auch 1A11A1 und 47A11A1.
Seit 2014 werden Kennzeichen mit zwei Buchstaben und vier (Codes 1 bis 9) oder drei Ziffern ausgegeben. Die ersten beiden Ziffern (bei einstelligen Kennzahlen nur die erste Ziffer) geben den Countycode an:
01 bis 3: einwohnerreichste Countys:
01: Jefferson (Birmingham), 2: Mobile (Mobile), 3: Montgomery (Montgomery);
04 bis 67: übrige Countys in alphabetischer Reihenfolge:
04: Autauga (Prattville), 5: Baldwin (Bay Minette),… 47: Madison (Huntsville),… 67: Winston (Double Springs);
70 und 80: Ergänzungen:
70: Ersatzkennzeichen, 80: Ergänzungen

### Alaska

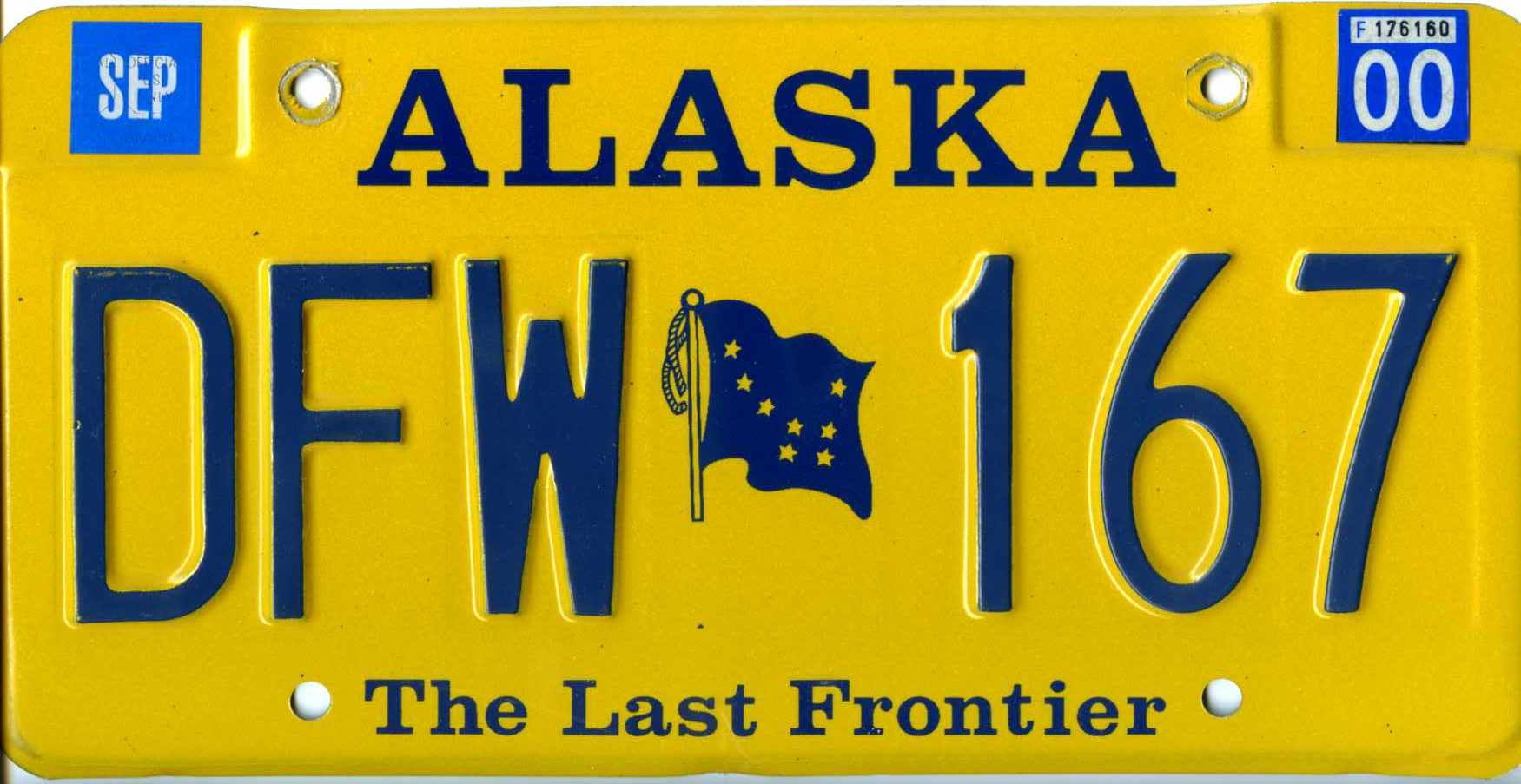
Kennzeichen aus Alaska

Motto: Celebrating Statehood 1959–2009,
„The Last Frontier“ (1982–2008), „North to the Future“ (1966–67, 1970–75), „The Great Land“ (1968–69), „1867 1967“ (1966–67)
Buchstaben- und Ziffernanordnung: AAA 999 für eine kurze Zeit 1973 und dann wieder seit Ende 1975

### Arizona
Motto: seit 1940 Grand Canyon State, bis 1939 Marcos de Niza
Buchstaben- und Ziffernanordnung: AAA 9999 seit 2008, vorher 999 AAA (seit 1998), davor AAA 999

### Arkansas
Motto: The Natural State, bis 1989 Land Of Opportunity
Buchstaben- und Ziffernanordnung: 999 AAA seit 1996, vorher AAA 999

### California (Kalifornien)
Die Vergabe von Nummernschildern in Kalifornien wurde mehrfach (1914, 1954, 1963, 1995, 2020) reformiert, wodurch teilweise frühere Nummernschilder ungültig wurden. Seit Einführung der ersten Kennzeichen sind etliche Varianten von Nummernschildern entstanden.

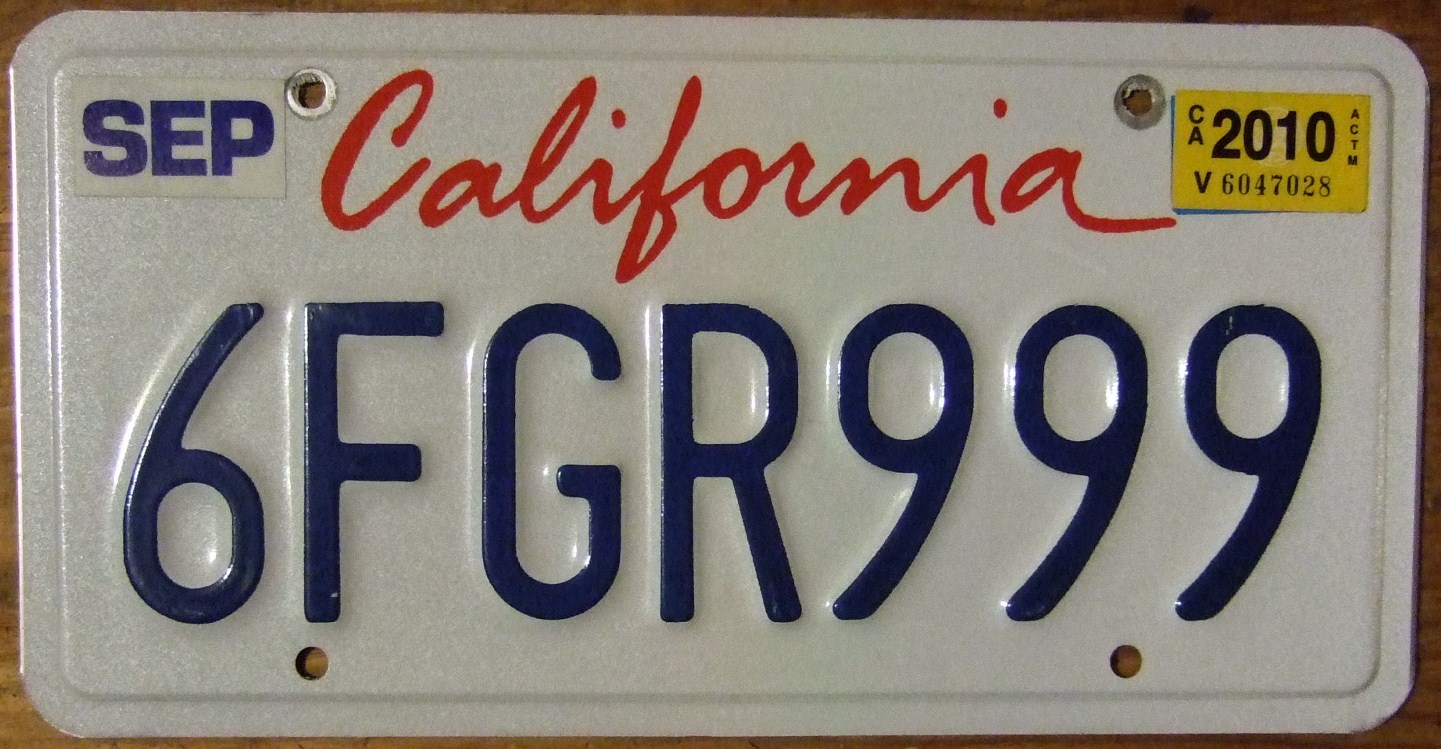
Kfz-Kennzeichen aus Kalifornien

Motto: The Golden State (bis Oktober 1987)
Schild: Bis 1986 gelbe Schrift auf blauem Hintergrund. Heute weißer Hintergrund, dunkelblaue Lettern, roter Schriftzug „California“, ohne Motto. Bis Mitte der 1990er Jahre war der Schriftzug in Druckbuchstaben verfasst, ab Mitte der neunziger Jahre ist es eine geschwungene Schreibschrift.
Buchstaben- und -ziffernanordnung: 1AAA999 seit April 1980, vorher 999 AAA. Die erste Ziffer ist eine Zahl von 1 bis 8:
1 als erste Ziffer: Ausgabe ab April 1980
2 als erste Ziffer: Ausgabe ab Januar 1986
3 als erste Ziffer: Ausgabe ab 1992
4 als erste Ziffer: Ausgabe ab Januar 1998
5 als erste Ziffer: Ausgabe ab Januar 2003
6 als erste Ziffer: Ausgabe ab 2007
7 als erste Ziffer: Ausgabe ab Mitte 2013
8 als erste Ziffer: Ausgabe ab Mitte 2017
Für frühe Nummernschilder (auch Prestate-Plate genannt) gab es zusätzlich Plaketten mit Siegelcharakter für Nummernschilder die in Kalifornien seit 1905 als „Discs and Licence Plate Attachments“ mit unterschiedlichen Formen (rund, eckig etc.) bekannt sind. Solche Zusatzplaketten wurden in bis in die 1910er-Jahre direkt an den Fahrzeugen angebracht, die Nummernschilder am Fahrzeug hinten. Dazu sind folgenden Nummernkreise bekannt:
- 1905 (1-4727)
- 1906 (4728-8764)
- 1907 (8765-14005)
- 1908 (14006-19563)
- 1909 (19564-28636)
- 1910 (28637-42483)
- 1911 (42484-61784)
- 1912 (61785-90660)
- 1913 (90661-122444)

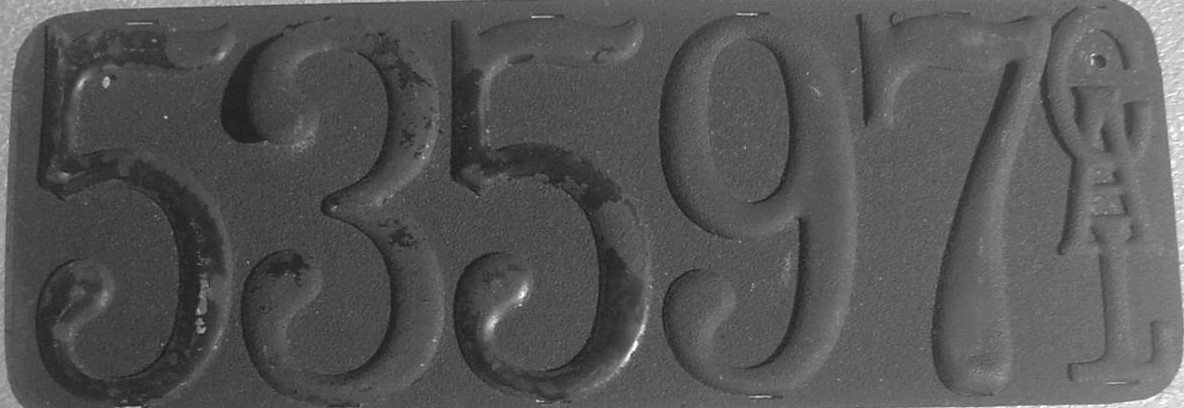
Nummernschild von 1911 Kalifornien, No. 53597
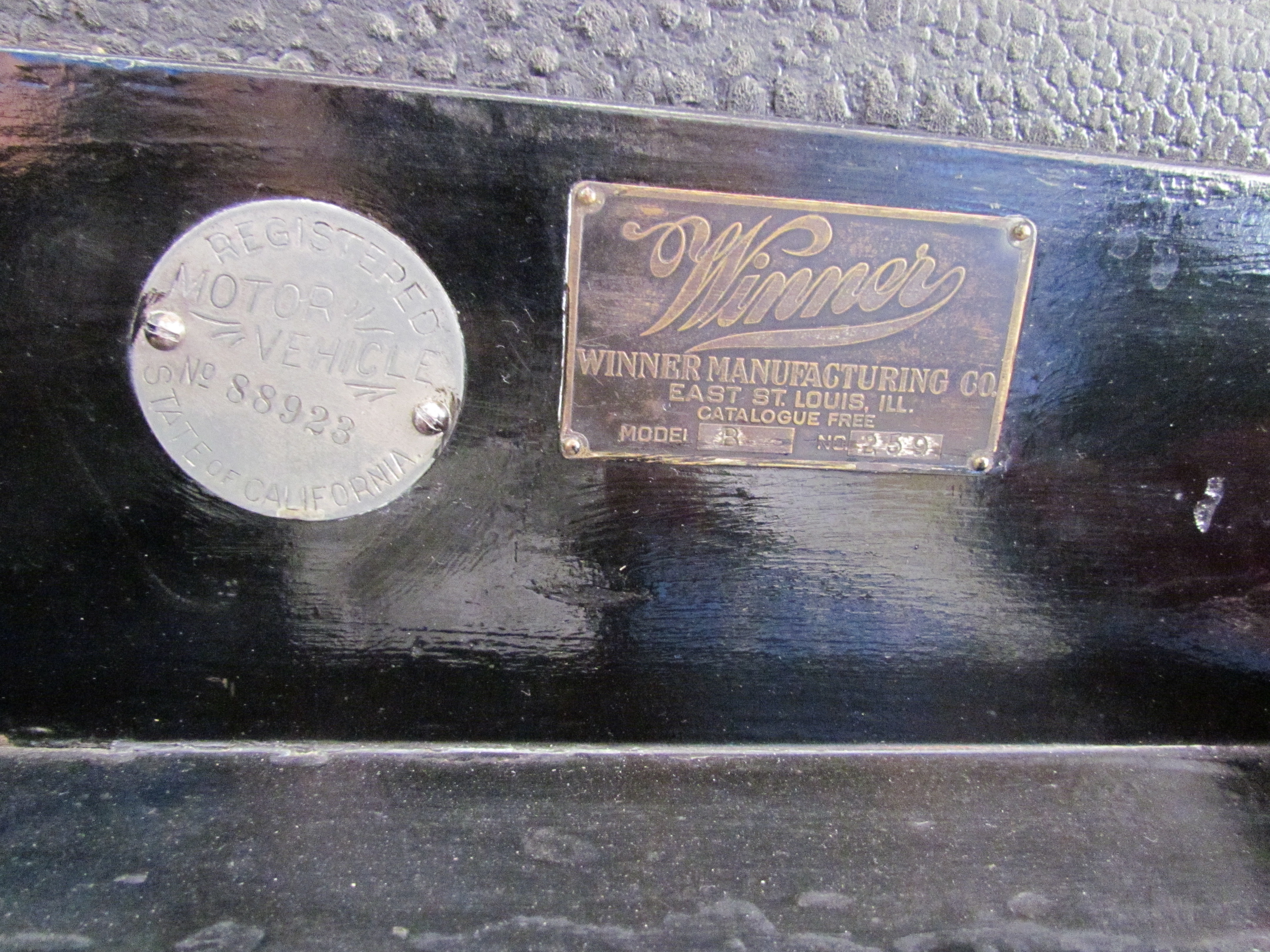
Runde Kalifornische Registrierungsmarke No. 88923 an einem historischen Fahrzeug (1912)

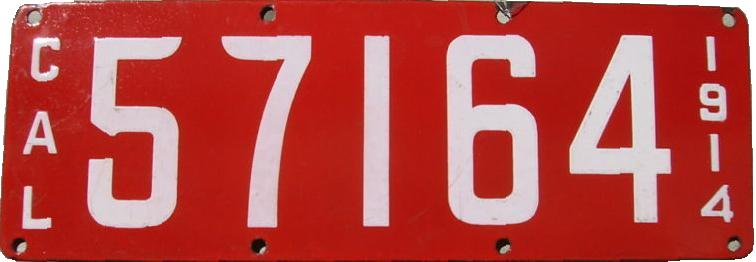
Nummernschild 1914 Kalifornien No. 57164 (1914 wurden alle früheren Nummernschilder ungültig)
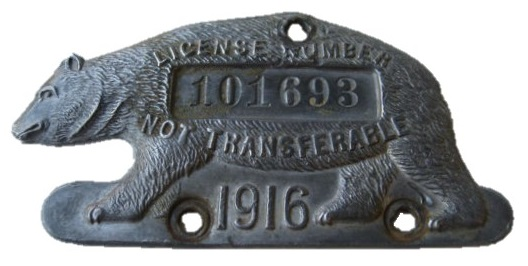
Nummernschildzusatz (Attachment) 1916, Bär No. 101639
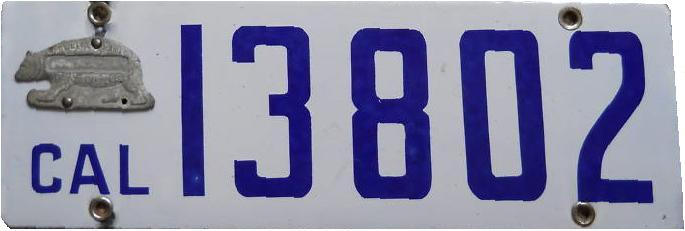
Nummernschild 1916 mit Zusatzplakette (Attachment) Bär ohne Nummer

### Colorado
Motto: Centennial State (auf Nummernschildern ungebräuchlich)
Colorful (1950–55, 58–59, 73–74), Centennial (1975–76)
Schild: Schwarze Schrift auf schneebedeckten Rocky Mountains, die Hintergrundfarbe variiert (Standard ist dunkelgrün)
Buchstaben- und Ziffernanordnung: AAA-999 seit 2016, vorher 999-AAA ab 2000, davor AAA9999 mit Countycode:
Jedem County wurden bestimmte Buchstabengruppen zugewiesen.

### Connecticut

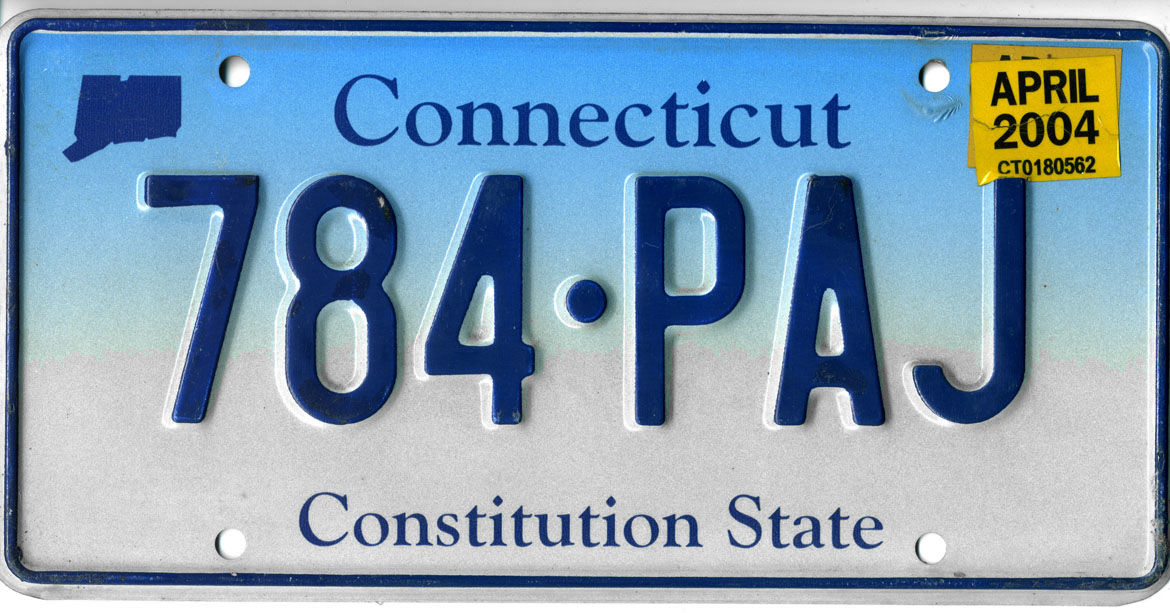
Kennzeichen aus Connecticut

Motto: seit 1974 Constitution State
Schild: blaue Schrift
Buchstaben- und Ziffernanordnung: AA-99999 seit 2015, vorher 9AA-AA9 ab 2013, davor 999-AAA ab 1990
Besonderheit: Alle Fahrzeuge tragen nur ein Heck-Kennzeichen!

### Delaware
Motto: The First State oder Diamond State (seit 1999 wird auch das Design von 1942 ohne Motto und nur mit der Abkürzung DEL. wieder benutzt)
Buchstaben- und Ziffernanordnung: 999999

### District of Columbia mit der Hauptstadt Washington D. C.

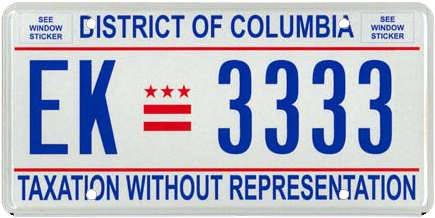
Kennzeichen aus Washington D.C.

Schild: Bis in die 1980er Jahre stand Nation’s Capital auf den Schildern, seitdem entweder A Capital City oder Celebrate & Discover, seit jüngerem auch die Webseite www.washingtondc.gov oder Taxation Without Representation
Buchstaben- und Ziffernanordnung: AA 9999 seit 1997, vorher 111 999

### Florida
Motto: Sunshine State (1949–1950), Keep Florida Green (1951), Sunshine State (1952–1964), 400TH ANNIVERSARY (1965), Sunshine State (1966–1977).
Schild: Der Name des Countys erscheint mit oder an Stelle des Mottos, ebenso eine orangefarbene Landkarte Floridas bzw. eine grüne Landkarte mit einer davor liegenden Orange. Seit neuestem ziert darüber der Schriftzug „www.myFlorida.com“ die Kennzeichen.
Buchstaben- und Ziffernanordnung: AAA A99 (seit 2011?), vorher A99 9AA (seit 2004), vorher A99 AAA, in den frühen 1990er Jahren AAA 99A

### Georgia
Motto: Georgia … on my mind, Peach State (1940–1941, 1947–1970)
Schild: Auf dem Schild steht das Motto oder www.GEORGIA.gov. Meist erscheint auch oder stattdessen der Name des Countys auf dem Schild.
Buchstaben- und Ziffernanordnung: AAA 9999 seit Ende 2003, vorher 9999 AAA seit Juni 2001 (nur kurzzeitig vergeben?), davor 999 AAA
Anmerkung: Es gibt viele Kfz-Kennzeichen mit nur zwei Anfangsbuchstaben, die eine besondere Bedeutung haben, z. B. BC für Fight Breast Cancer, CF für Firefighter, DC für Animal Friendly, DV für Disabled Veteran.

### Hawaii
Motto: Aloha State
Buchstaben- und Ziffernanordnung: AAA 999 seit 1980; die Buchstaben geben das Zulassungsgebiet an:
AAA bis GZZ, JAA bis JZZ, NAA bis NZZ, PAA bis PZZ und RAA bis TZZ: Honolulu
HAA bis HZZ und ZAA bis ZZZ: Hawaii
KAA bis KZZ: Kauai
LAA bis MZZ: Maui

### Idaho
Motto: Famous Potatoes oder Gem State
Buchstaben- und Ziffernanordnung: K 99999, K 999999, 9A 9999, 9A 99999, 9A AA999, 9A 999AA, 10B 9999, 10B A999. Die Countycodes, die am Anfang des Kennzeichens stehen, sind:
1A: Ada (Boise), 2A: Adams (Council);
1B: Bannock (Pocatello), 2B: Bear Lake (Paris), 3B: Benewah (St. Maries),
4B: Bingham (Blackfoot), 5B: Blaine (Hailey), 6B: Boise (Idaho City), 7B: Bonner (Sandpoint),
8B: Bonneville (Idaho Falls), 9B: Boundary (Bonner’s Ferry), 10B: Butte (Arco);
1C: Camas (Fairfield), 2C: Canyon (Caldwell), 3C: Caribou (Soda Springs), 4C: Cassia (Burley),
5C: Clark (Dubois), 6C: Clearwater (Orofino), 7C: Custer (Challis);
0E: Elmore (Mountain Home);
1F: Franklin (Preston), 2F: Fremont (St. Anthony);
1G: Gem (Emmett), 2G: Gooding (Gooding);
0I: Idaho (Grangeville);
1J: Jefferson (Rigby), 2J: Jerome (Jerome);
0K: Kootenai (Coeur d’Alene);
1L: Latah (Moscow), 2L: Lemhi (Salmon), 3L: Lewis (Nez Perce); 4L: Lincoln (Shoshone);
1M: Madison (Rexburg), 2M: Minidoka (Rupert);
0N: Nez Perce (Lewiston);
1O: Oneida (Malad City), 2O: Owyhee (Murphy);
1P: Payette (Payette), 2P: Power (American Falls);
0S: Shoshone (Wallace);
1T: Teton (Driggs), 2T: Twin Falls (Twin Falls);
0V: Valley (Cascade);
0W: Washington (Weiser)

### Illinois
Motto: Land of Lincoln
Buchstaben- und Ziffernanordnung: ab Juli 2001: 999 9999, ab 2006: G99 9999, anschließend die Buchstaben X, A, H, P und Y.

### Indiana
Motto: Hoosier State
Schild: An Stelle eines Mottos steht die Internetadresse www.in.gov auf dem Schild. 1999 bis 2003 stand The Crossroads of America auf dem Kennzeichen.
Buchstaben- und Ziffernanordnung: 9 A 9999, 99 A 9999, 9 AA 999, 99 AA 999.
Die Zahlen vor dem oder den Buchstaben geben den Countycode an:
01 bis 92: alle Countys in alphabetischer Reihenfolge:
01: Adams (Decatur), 2: Allen (Ft. Wayne) …, 92: Whitley (Columbia City),
u. a. 45: Lake (Crown Point), 49: Marion (Indianapolis);
93 bis 99: zusätzliche Codes für einwohnerreiche Countys, Militär:
93: Marion, 94: Lake, 95 A: Militärfahrzeuge, 95 B bis Z: Marion, 96: Lake, 97: Marion,
98: Marion, 99: Marion
Schilder, die ab dem 27. Dezember 2012 ausgegeben werden, tragen keinen Countycode.

### Iowa
Motto: Natural Resources oder Hawkeye State (nicht auf den Kennzeichen!)
Buchstaben- und Ziffernanordnung: 999 AAA seit 1996, vorher: AAA 999
Besonderheiten: Der Name des Countys, in dem das Fahrzeug zugelassen wurde, steht unten auf dem Kennzeichen.

### Kansas
Motto:  Sunflower State
Buchstaben- und Ziffernanordnung: AAA 999 seit 1988, 999 AAA seit 2007
Besonderheiten: Das County, das das Kennzeichen ausgibt, wird auf einem Sticker links oben in abgekürzter Form wiedergegeben:
Beispiele für die zweibuchstabigen Kürzel:
BA: Barber (Medicine Lodge), CK: Cherokee (Columbus), CQ: Chautauqua (Sedan),
GE: Geary (Junction City), HV: Harvey (Newton), JO: Johnson (Olathe), KM: Kingman (Kingman),
LB: Labette (Oswego), LN: Linn (Mound City), ME: Meade (Meade),
MG: Montgomery (Independence), MP: McPherson (McPherson), RN: Reno (Hutchinson),
SD: Sheridan (Hoxie), WY: Wyandotte (Kansas City)

### Kentucky
Motto: Bluegrass State oder Nature’s finest
Buchstaben- und Ziffernanordnung: 999 AAA seit 1998, vorher AAA 999
Besonderheiten: Das County, das das Kennzeichen ausgibt, wird unten auf dem Kennzeichen angegeben.

### Louisiana
Motto: Sportsman’s Paradise oder Pelican State
Buchstaben- und Ziffernanordnung: AAA 999 ab 1993, vorher 999A999, bei der der mittlere Buchstabe den Polizeibezirk angab.
Liste der Polizeibezirke:
A: Baton Rouge, B: New Orleans, C: Raceland, ab ca. 1980: Gray, D: Lake Charles, E: Alexandria,
F: Monroe, G: Shreveport, H: Leesville, I: Lafayette, K: Opelousas, L: Covington,
N: New Orleans (zusätzlich), X: Baton Rouge (zusätzlich) und Bestellungen per E-Mail

### Maine
Motto: Vacationland oder Pine Tree State
Buchstaben- und Ziffernanordnung: 9999 AA seit 1990, vorher 99999 A; ab 2008 auch 999 AAA
Besonderheiten: Bei den zweibuchstabigen Kennzeichen wurden zunächst die Serien mit zwei gleichen Buchstaben ausgegeben (AA, BB, CC usw.), ab 1992 folgten die anderen Buchstabenkombinationen (AB, AC, … BA, BC usw.)

### Maryland
Motto: Old Line State
Schild: In der Mitte des Schildes steht das Wappen des Staates.
Buchstaben- und Ziffernanordnung: 9AA A99 seit 2004, davor AAA 999

### Massachusetts
Motto: The Spirit of America oder Bay State (erst in jüngerer Zeit; davor fehlte ein Motto)
Buchstaben- und Ziffernanordnung: 99A A99 seit November 2001 in der Reihenfolge 10A A00 bis 99Z Z00, anschließend 10A A10 bis 99Z Z10 usw., davor 9999 AA

### Michigan
Motto: Great Lakes State
Buchstaben- und Ziffernanordnung: AAA 9999 seit 2006 (ab dem Kennzeichen AFP 9000), davor AAA9999, davor bis Ende 2004 AAA 999

### Minnesota
Motto: 10 000 Lakes oder  North Star State
Buchstaben- und Ziffernanordnung: AAA 999 seit 1997, vorher und neuerdings wieder 999 AAA

### Mississippi
Motto: Feels Like Coming Home oder The South’s Warmest Welcome oder Magnolia State
Buchstaben- und Ziffernanordnung: 999 AAA seit Ende 2002 und zuvor von 1974 bis 1976 in größeren Countys, davor AAA 999
Besonderheiten: Das County, das das Kennzeichen ausgibt, wird unten auf dem Schild angegeben.
Den Countys wurden jeweils dreibuchstabige Codes zugewiesen.
County Codes für Mississippi (zehn Countys verfügen über je zwei Zulassungsstellen mit jeweils eigenen Buchstabengruppen):
| AAA–AAZ | Attala (Kosciusko) (2)            |
| ACA–ACZ | Alcorn (Corinth) (2)              |
| ADA–ADZ | Adams (Natchez) (1)               |
| AEA–AEZ | Adams (Natchez) (2)               |
| ALA–ALZ | Alcorn (Corinth) (1)              |
| AMA–AMZ | Amite (Liberty)                   |
| ATA–ATZ | Attala (Kosciusko) (1)            |
| BEA–BEZ | Benton (Ashland)                  |
| BLA–BLZ | Bolivar (Nebenstelle in Rosedale) |
| BRA–BRZ | Bolivar (Cleveland) (1)           |
| BVA–BVZ | Bolivar (Cleveland) (2)           |
| CAA–CAZ | Calhoun (Pittsboro) (1)           |
| CBA–CBZ | Claiborne (Port Gibson)           |
| CHA–CHR | Chickasaw (Houston)               |
| CHS–CHZ | Chickasaw (Okolona)               |
| CKA–CKZ | Clarke (Quitman) (1)              |
| CLA–CLZ | Clarke (Quitman) (2)              |
| CMA–CMZ | Coahoma (Clarksdale)              |
| CNA–CNZ | Calhoun (Pittsboro) (2)           |
| CPA–CPZ | Copiah (Hazlehurst) (1)           |
| CQA–CQZ | Copiah (Hazlehurst) (2)           |
| CRA–CRR | Carroll (Carrollton)              |
| CRS–CRZ | Carroll (Vaiden)                  |
| CTA–CTZ | Choctaw (Ackerman)                |
| CVA–CVZ | Covington (Collins) (1)           |
| CWA–CWZ | Covington (Collins) (2)           |
| CYA–CYZ | Clay (West Point)                 |
| DAA–DZZ | DeSoto (Hernando) (1–25)          |
| FNA–FNZ | Franklin (Meadville)              |
| FRA–FRZ | Forrest (Hattiesburg) (1)         |
| FSA–FSZ | Forrest (Hattiesburg) (2)         |
| FTA–FTZ | Forrest (Hattiesburg) (3)         |
| GAA–GAZ | Grenada (Grenada) (2)             |
| GEA–GEZ | George (Lucedale) (1)             |
| GFA–GFZ | George (Lucedale) (2)             |
| GNA–GNZ | Grenada (Grenada) (1)             |
| GRA–GRZ | Greene (Leakesville)              |
| HAA–HHZ | Harrison (Gulfport) (1–8)         |
| HJA–HJZ | Harrison (Biloxi) (1)             |
| HKA–HKZ | Harrison (Biloxi) (2)             |
| HLA–HLZ | Holmes (Lexington)                |
| HMA–HMZ | Humphreys (Belzoni)               |
| HNA–HWZ | Hinds (Jackson) (1–9)             |
| HXA–HXZ | Hinds (Raymond) (1)               |
| HYA–HYZ | Hinds (Raymond) (2)               |
| HZA–HZZ | Hinds (Raymond) (3)               |
| ISA–ISZ | Issaquena (Mayersville)           |
| ITA–ITZ | Itawamba (Fulton) (1)             |
| IWA–IWZ | Itawamba (Fulton) (2)             |
| JAA–JAZ | Jasper (Paulding)                 |
| JBA–JBZ | Jasper (Bay Springs)              |
| JDA–JDZ | Jefferson Davis (Prentiss)        |
| JFA–JFZ | Jefferson (Fayette)               |
| JGA–JMZ | Jackson (Pascagoula) (1–7)        |
| JNA–JNZ | Jones (Ellisville)                |
| JPA–JPZ | Jones (Laurel) (1)                |
| JQA–JQZ | Jones (Laurel) (2)                |
| JRA–JRZ | Jones (Laurel) (3)                |
| KAA–KDZ | Hancock (Bay Saint Louis) (1–4)   |
| KMA–KMZ | Kemper (De Kalb)                  |
| KTA–KTZ | Oktibbeha (Starkville) (1)        |
| KUA–KUZ | Oktibbeha (Starkville) (2)        |
| LAA–LDZ | Lauderdale (Meridian) (1–4)       |
| LEA–LHZ | Lee (Tupelo) (1–4)                |
| LIA–LIZ | Lincoln (Brookhaven) (1)          |
| LJA–LJZ | Leake (Carthago) (1)              |
| LKA–LKZ | Leake (Carthago) (2)              |
| LLA–LLZ | Lamar (Purvis) (1)                |
| LMA–LMZ | Lamar (Purvis) (2)                |
| LNA–LNZ | Lamar (Purvis) (3)                |
| LPA–LPZ | Lincoln (Brookhaven) (2)          |
| LQA–LQZ | Lincoln (Brookhaven) (3)          |
| LRA–LRZ | Leflore (Greenwood) (1)           |

| LSA–LSZ | Leflore (Greenwood) (2)         |
| LTA–LTZ | Lowndes (Columbus) (1)          |
| LUA–LUZ | Lowndes (Columbus) (2)          |
| LVA–LVZ | Lowndes (Columbus) (3)          |
| LWA–LWZ | Lawrence (Monticello)           |
| LXA–LXZ | Lafayette (Oxford) (1)          |
| LYA–LYZ | Lafayette (Oxford) (2)          |
| LZA–LZZ | Lafayette (Oxford) (3)          |
| MAA–MFZ | Madison (Canton) (1–6)          |
| MJA–MJZ | Monroe (Aberdeen) (1)           |
| MKA–MKZ | Monroe (Aberdeen) (2)           |
| MLA–MLZ | Monroe (Aberdeen) (3)           |
| MNA–MNZ | Marion (Columbia) (1)           |
| MPA–MPZ | Marion (Columbia) (2)           |
| MQA–MQZ | Marshall (Holly Springs) (1)    |
| MRA–MRZ | Marshall (Holly Springs) (2)    |
| MSA–MSZ | Marshall (Holly Springs) (3)    |
| MTA–MTZ | Montgomery (Winona)             |
| NEA–NEZ | Neshoba (Montgomery) (1)        |
| NFA–NFZ | Neshoba (Montgomery) (2)        |
| NVA–NVZ | Newton (Decatur) (1)            |
| NWA–NWZ | Newton (Decatur) (2)            |
| NXA–NXZ | Noxubee (Macon)                 |
| PAA–PAZ | Panola (Batesville) (1)         |
| PBA–PBZ | Panola (Batesville) (2)         |
| PCA–PCZ | Panola (Sardis)                 |
| PEA–PEZ | Perry (New Augusta)             |
| PKA–PKZ | Pike (Magnolia) (1)             |
| PLA–PLZ | Pike (Magnolia) (2)             |
| PMA–PMZ | Pike (Magnolia) (3)             |
| PNA–PNZ | Pontotoc (Pontotoc) (1)         |
| PPA–PPZ | Pontotoc (Pontotoc) (2)         |
| PQA–PQZ | Pontotoc (Pontotoc) (3)         |
| PRA–PUZ | Pearl River (Poplarville) (1–4) |
| PWA–PWZ | Prentiss (Booneville) (1)       |
| PXA–PXZ | Prentiss (Booneville) (2)       |
| QTA–QTZ | Quitman (Marks)                 |
| RAA–RZZ | Rankin (Brandon) (1–25)         |
| SCA–SCZ | Scott (Forest) (1)              |
| SDA–SDZ | Scott (Forest) (2)              |
| SFA–SFZ | Sunflower (Indianola) (1)       |
| SGA–SGZ | Sunflower (Indianola) (2)       |
| SHA–SHZ | Sharkey (Rolling Fork)          |
| SMA–SMZ | Smith (Raleigh) (1)             |
| SNA–SNZ | Smith (Raleigh) (2)             |
| SPA–SPZ | Simpson (Mendenhall) (1)        |
| SRA–SRZ | Simpson (Mendenhall) (2)        |
| STA–STZ | Stone (Wiggins) (1)             |
| SUA–SUZ | Stone (Wiggins) (2)             |
| TAA–TAZ | Tate (Senatobia) (1)            |
| TBA–TBZ | Tate (Senatobia) (2)            |
| TNA–TNZ | Tunica (Tunica)                 |
| TPA–TPZ | Tippah (Ripley) (1)             |
| TQA–TQZ | Tippah (Ripley) (2)             |
| TSA–TSZ | Tate (Iuka) (1)                 |
| TTA–TTZ | Tishomingo (Iuka) (2)           |
| UNA–UNZ | Union (New Albany) (1)          |
| UPA–UPZ | Union (New Albany) (2)          |
| WAA–WDZ | Warren (Vicksburg) (1–4)        |
| WEA–WEZ | Webster (Walthall)              |
| WKA–WKZ | Webster (Woodville)             |
| WLA–WLZ | Walthall (Tylertown) (1)        |
| WMA–WMZ | Walthall (Tylertown) (2)        |
| WNA–WNZ | Winston (Louisville) (1)        |
| WPA–WPZ | Winston (Louisville) (2)        |
| WSA–WWZ | Washington (Greenville) (1–5)   |
| WYA–WYZ | Wayne (Waynesboro) (1)          |
| WZA–WZZ | Wayne (Waynesboro) (2)          |
| YAA–YAZ | Yazoo (Yazoo City) (1)          |
| YLA–YLL | Yalobusha (Coffeville)          |
| YLM–YLZ | Yalobusha (Water Valley)        |
| YZA–YZZ | Yazoo (Yazoo City) (2)          |
|         |                                 |

Die Zahlen in den Klammern geben die Ausgabereihenfolge an. Sie beziehen sich auf zweibuchstabige Reihen vom Typ XXA–XXZ.

### Missouri
Motto: Show Me State
Buchstaben- und Ziffernanordnung: AA9 A9A, davor 9AA 99A seit Anfang 2006, vorher 999 AAA

### Montana
Motto: Big Sky Country oder  Treasure State
Buchstaben- und Ziffernanordnung: 9-99999X oder 99-9999x, davor 99 9999 oder 9C 9999 (seit Januar 2006)
Besonderheiten: Countys mit nur einer Ziffer hatten hinter dieser Ziffer den Buchstaben C, Countys mit zwei Ziffern hatten – ohne Buchstaben – nur eine Seriennummer. Die Kennzeichen der meisten Zulassungsbezirke enden derzeit mit dem Buchstaben A.
County Codes für Montana:
01: Silver Bow (Butte), 2: Cascade (Great Falls), 3: Yellowstone (Billings), 4: Missoula (Missoula),
05: Lewis and Clark (Helena), 6: Gallatin (Bozeman), 7: Flathead (Kalispell), 8: Fergus (Lewistown),
09: Powder River (Broadus), 10: Carbon (Red Lodge), 11: Phillips (Malta), 12: Hill (Havre),
13: Ravalli (Hamilton), 14: Custer (Miles City), 15: Lake (Polson), 16: Dawson (Glendive),
17: Roosevelt (Wolf Point), 18: Beaverhead (Dillon), 19: Chouteau (Fort Benton),
20: Valley (Glasgow), 21: Toole (Shelby), 22: Big Horn (Hardin), 23: Musselshell (Roundup),
24: Blaine (Chinook), 25: Madison (Virginia City), 26: Pondera (Conrad), 27: Richland (Sidney),
28: Powell (Deer Lodge), 29: Rosebud (Forsyth), 30: Deer Lodge (Anaconda), 31: Teton (Choteau),
32: Stillwater (Columbus), 33: Treasure (Hysham), 34: Sheridan (Plentywood),
35: Sanders (Thompson Falls), 36: Judith Basin (Stanford), 37: Daniels (Scobey),
38: Glacier (Cut Bank), 39: Fallon (Baker), 40: Sweet Grass (Big Timber), 41: McCone (Circle),
42: Carter (Ekalaka), 43: Broadwater (Townsend), 44: Wheatland (Harlowton), 45: Prairie (Terry),
46: Granite (Philipsburg), 47: Meagher (White Sulfur Springs), 48: Liberty (Chester),
49: Park (Livingston), 50: Garfield (Jordan), 51: Jefferson (Boulder), 52: Wibaux (Wibaux),
53: Golden Valley (Ryegate), 54: Mineral (Superior), 55: Petroleum (Winnett), 56: Lincoln (Libby)

### Nebraska
Motto: Cornhusker State
Buchstaben- und Ziffernanordnung: Die Countys Douglas, Lancaster und Sarpy (Metro area) geben seit 2003 Kennzeichen mit der Buchstaben-/Ziffernkombination AAA 999 aus. Das County kann auf dem Kennzeichen unten angegeben sein. Alle anderen und die o. g. Countys bis 2002 geben Kennzeichen mit der Buchstaben-/Ziffernkombination 9-A9999 bzw. 10-A999 und 10-AA99 aus.
Countycodes für Nebraska:
01: Douglas (Omaha) bis 2002, 2: Lancaster (Lincoln) bis 2002, 3: Gage (Beatrice),
04: Custer (Broken Bow), 5: Dodge (Fremont), 6: Saunders (Wahoo), 7: Madison (Madison),
08: Hall (Grand Island), 9: Buffalo (Kearney), 10: Platte (Columbus), 11: Otoe (Nebraska City),
12: Knox (Center), 13: Cedar (Hartington), 14: Adams (Hastings), 15: Lincoln (North Platte),
16: Seward (Seward), 17: York (York), 18: Dawson (Lexington), 19: Richardson (Falls City),
20: Cass (Plattsmouth), 21: Scotts Bluff (Gering), 22: Saline (Wilber), 23: Boone (Albion),
24: Cuming (West Point), 25: Butler (David City), 26: Antelope (Neligh), 27: Wayne County (Wayne),
28: Hamilton (Aurora), 29: Washington (Blair), 30: Clay (Clay Center), 31: Burt (Tekamah),
32: Thayer (Hebron), 33: Jefferson (Fairbury), 34: Fillmore (Geneva), 35: Dixon (Ponca),
36: Holt (O’Neill), 37: Phelps (Holdrege), 38: Furnas (Beaver City), 39: Cheyenne (Sidney),
40: Pierce (Pierce), 41: Polk (Osceola), 42: Nuckolls (Nelson), 43: Colfax (Schuyler),
44: Nehama (Auburn), 45: Webster (Red Cloud), 46: Merrick (Central City), 47: Valley (Ord),
48: Red Willow (McCook), 49: Howard (Saint Paul), 50: Franklin (Franklin), 51: Harlan (Alma),
52: Buffalo (Kearney), 53: Stanton (Stanton), 54: Pawnee (Pawnee City), 55: Thurston (Pender),
56: Sherman (Loup City), 57: Johnson (Tecumseh), 58: Nance (Fullerton), 59: Sarpy (Papillion) bis 2002,
60: Frontier (Stockville), 61: Sheridan (Rushville), 62: Greeley (Greeley), 63: Boyd (Butte),
64: Morrill (Bridgeport), 65: Box Butte (Alliance), 66: Cherry (Valentine), 67: Hitchcock (Trenton),
68: Keith (Ogallala), 69: Dawes (Chadron), 70: Dakota (Dakota City), 71: Kimball (Kimball),
72: Chase (Imperial), 73: Gosper (Elwood), 74: Perkins (Grant), 75: Brown (Ainsworth),
76: Dundy (Benkelman), 77: Garden (Oshkosh), 78: Deuel (Chappell), 79: Hayes (Hayes Center),
80: Sioux (Harrison), 81: Rock (Bassett), 82: Keya Paha (Springview), 83: Garfield (Burwell),
84: Wheeler (Bartlett), 85: Banner (Harrisburg), 86: Blaine (Brewster), 87: Logan (Stapleton),
88: Loup (Taylor), 89: Thomas (Thedford), 90: McPherson (Tryon), 91: Arthur (Arthur),
92: Grant (Hyannis), 93: Hooker (Mullen)

### Nevada
Motto: Silver State
Buchstaben- und Ziffernanordnung: 999-AAA seit 1984, vorher 999AAA

### New Hampshire
Motto: Live free or die oder Granite State
Buchstaben- und Ziffernanordnung: 999 9999 seit 2001, vorher AAA999

### New Jersey
Motto: Garden State
Buchstaben- und Ziffernanordnung: A99-AAA seit 2010, vorher AAA 99A von 1985 bis 1993 (bis HZZ 99Z) und seit 1998 (ab JAA 10A)

### New Mexico
Motto: Land of Enchantment
Buchstaben- und Ziffernanordnung: AAA999 seit 2000, vorher kurzzeitig AA999, davor 999AAA

### New York
Motto: The Empire State
Buchstaben- und Ziffernanordnung: AAA 9999 seit Januar 2001, davor AA9 99A

### North Carolina
Motto: First in Flight (seit 1983, davor ohne Motto, lediglich 1977 gab es kurz das Motto: First in Freedom), auch Tar Heel State
Buchstaben- und Ziffernanordnung: AAA-9999 seit 1985, davor AAA-999

### North Dakota
Motto: Discover the Spirit (oben), unten am Schild Peace Garden State
Buchstaben- und Ziffernanordnung: AAA-999 seit 1979, davor 999-999

### Ohio
Motto: Birthplace of Aviation, Erie…Our Great Lake oder Buckeye State
Buchstaben- und Ziffernanordnung: an den Buchstaben- und Ziffernkombinationen kann man das Zulassungscounty erkennen (Vergabe bis 1981):
nur Zahlen: Franklin;
A bis ZZZ: Franklin;
A0A1 bis Z0Z5: Franklin;
AAA1 bis ZZZ5: Franklin;
A1 bis N7000: Franklin, bis P7000: Delaware, bis R5000: Marion, ab R5001: Morrow, S: Knox,
bis T3000: Knox, bis V7000: Licking, bis X5000: Fairfield, bis Y3000: Pickaway,
bis Z2000: Madison, ab Z2001 Union;
AA1 bis QZ999: Cuyahoga, RA bis SF: Lake, SG bis TK: Ashtabula, TL bis TT: Geauga,
TU bis UH: Medina, UJ bis VC: Wayne, VD bis VQ: Ashland, VR bis WT: Richland,
WU bis XH: Crawford, XJ bis XX: Huron, XY bis YL: Erie, YM bis ZZ: Lorain;
1A bis 3000M: Lucas, bis 2000P: Wood, bis 3000Q: Ottawa, bis 8000R: Sandusky,
bis 6000T: Seneca, bis 4000U: Wyandot, bis 15000V: Hancock, bis 11000W: Henry,
bis 9000X: Defiance, bis 9500Y: Williams, ab 9501Y: Fulton;
1AA bis 999FZ: Hamilton, bis GU: Clermont, bis HB: Brown, bis HN: Highland, bis HU: Adams,
bis JT: Scioto, bis JX: Pike, bis KM: Ross, bis KW: Fayette, LG bis LQ: Clinton,
bis MZ: Butler, bis NK: Preble, bis SG: Montgomery, bis SX: Greene, bis TY: Clark,
bis US: Miami, bis VJ: Darke, bis VU: Shelby, bis WD: Champaign, bis WQ: Logan,
bis XA: Hardin, bis XM: Auglaize, bis XX: Mercer, bis YF: Van Wert, bis ZJ: Allen,
bis ZT: Putnam, bis ZZ: Paulding;
A1A bis E1999R: Summit, E-S bis F-M: Portage, F-N bis H-F: Trumbull, H-G bis K-Z: Mahoning,
L-A bis M-D: Columbiana, M-E bis Q-K: Stark, Q-L bis Q-P: Holmes, Q-Q bis Q-Z: Coshocton,
R-A bis S-B: Tuscarawas, S-C bis S-H: Carroll, S-J bis S-Q: Harrison, S-R bis T-P: Jefferson,
T-Q bis U-N: Belmont, U-P bis U-Z: Guernsey, V-A bis W-A: Muskingum,
W-B bis W-F: Morgan, W-G bis W-L: Noble, W-M bis W-Q: Monroe, W-R bis X-G: Washington,
X-H bis X-W: Athens, X-X bis Y-G: Perry, Y-H bis Y-N: Hocking, Y-P bis Y-R: Vinton,
Y-S bis Y-Z: Jackson, Z-A bis Z-G: Meigs, Z-H bis Z-N: Gallia, Z-P bis Z-Z: Lawrence
(Der Strich in diesen Beispielen gibt eine Zahl von 1 bis höchstens 9999 an.)
Seit Ende 1996 werden Kennzeichen mit drei Buchstaben und vier Ziffern ausgegeben: AAA 9999.

### Oklahoma
Motto: Native America (bis 1988 Oklahoma is OK!, bis 2004 OK!) oder Sooner State
Buchstaben- und Ziffernanordnung: 999 AAA seit 1996, zunächst in größeren Countys, früher AAA 999

### Oregon
Motto: Cultural Trust oder Beaver State
Buchstaben- und Ziffernanordnung: 999 AAA seit 2004, vorher AAA 999

### Pennsylvania

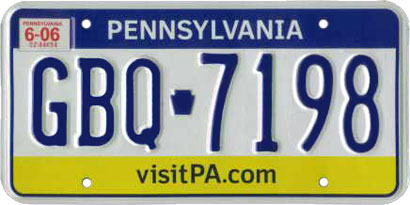
Kfz-Kennzeichen Pennsylvanias

kein aktuelles Motto, früheres Motto: Keystone State
Schild: Auf dem Kennzeichen steht visitPA.com (Tourismus-Website Pennsylvania), zuvor stand auf dem Schild WWW.STATE.PA.US (Regierungs-Website Pennsylvania)
Buchstaben- und Ziffernanordnung: AAA 9999 seit 1991, vorher AAA 999

### Rhode Island

Kfz-Kennzeichen Rhode Islands

Motto: Ocean State (bis 1971 Discover)
Buchstaben- und Ziffernanordnung: 99999 und AA-999 (gleichzeitig), seit 2007 999-999 (zunächst ab 710-000 bis 999-999, anschließend ab 600-000, jetzt ab 500-000)

### South Carolina
Palmetto State bzw. wechselnde Mottos und grafische Elemente
Buchstaben- und Ziffernanordnung: 999 AAA und 999 9AA (gleichzeitig)

### South Dakota
Motto: Great Faces-Great Places oder Mount Rushmore State
Buchstaben- und Ziffernanordnung: 9AA 999 und 99A 999, gegen Ende 2006 auch 99A AA9 (bisher nur im County 44). Die erste Ziffer oder die ersten beiden Ziffern geben das County, das die Zulassung durchgeführt hat, an, z. B.:
von 01 bis 9: einwohnerreichste Countys:
01: Minnehaha (Sioux Falls), 2: Pennington (Rapid City), 3: Brown (Aberdeen),
04: Beadle (Huron), 5: Codington (Watertown), 6: Brookings (Brookings), 7: Yankton (Yankton),
08: Davison (Mitchell), 9: Lawrence (Deadwood);
von 10 bis 64: übrige Countys in alphabetischer Reihenfolge:
10: Aurora (Plankinton), 11: Bennett (Martin), 12: Bon Homme (Tyndall), 13: Brule (Chamberlain),
14: Buffalo (Gann Valley), 15: Butte (Belle Fourche), 16: Campbell (Mound City), 17: Charles Mix (Lake Andes),
18: Clark (Clark), 19: Clay (Vermillion), 20: Corson (McIntosh), 21: Custer (Custer),
22: Day (Webster), 23: Deuel (Clear Lake), 24: Dewey (Timber Lake), 25: Douglas (Armour),
26: Edmunds (Ipswich), 27: Fall River (Hot Springs), 28: Faulk (Faulkton), 29: Grant (Milbank),
30: Gregory (Burke), 31: Haakon (Philip), 32: Hamlin (Hayti), 33: Hand (Miller),
34: Hanson (Alexandria), 35: Harding (Buffalo), 36: Hughes (Pierre), 37: Hutchinson (Olivet),
38: Hyde (Highmore), 39: Jackson (Kadoka), 40: Jerauld (Wessington Springs), 41: Jones (Murdo),
42: Kingsbury (De Smet), 43: Lake (Madison), 44: Lincoln (Canton), 45: Lyman (Kennebec),
46: McCook (Salem), 47: McPherson (Leola), 48: Marshall (Britton), 49: Meade (Sturgis),
50: Mellette (White River), 51: Miner (Howard), 52: Moody (Flandreau), 53: Perkins (Bison),
54: Potter (Gettysburg), 55: Roberts (Sisseton), 56: Sanborn (Woonsocket), 57: Spink (Redfield),
58: Stanley (Fort Pierre), 59: Sully (Onida), 60: Tripp (Winner), 61: Turner (Parker),
62: Union (Union), 63: Walworth (Selby), 64: Ziebach (Dupree);
von 65 bis 67: Countys mit Fremdverwaltung und aufgelöstes County:
65: Oglala Lakota (Hot Springs im Fall River County), 66: Washabaugh, 1983 aufgelöst, jetzt Teil von Jackson County, 67: Todd (Winner im Tripp County)

### Tennessee
Schild: Volunteer State oder Hintergrund und Motto sind aus einer Reihe an Vorlagen wählbar. So können verschiedene Vereine und Institutionen eigene Motive genehmigen lassen.
Buchstaben- und Ziffernanordnung: A99-99A (seit 2011), vorher 999 AAA (seit Anfang 2006), vorher AAA 999
Besonderheiten: Unten auf dem Schild steht der Name des Countys. (Hier: Davidson County)

### Texas
Motto: Lone Star State
Buchstaben- und Ziffernanordnung: XX9 X999 (ohne Vokale, seit Mitte 2009), vorher AAA 999 (von 2007 bis 2009), davor 999 AAA (seit Ende 2004), davor A99 AAA, in den frühen 1990er Jahren AAA 99A (jeweils ohne Vokale)
Es sind Schilder mit der neuen Anordnung XXX-9999 seit 2012 in Umlauf.

### Utah
Motto: Ski, darunter Greatest snow on earth oder Beehive State
Buchstaben- und Ziffernanordnung: A99 9AA (Skifahrerin) und Z99 9AA (Delicate Arch) seit Ende 2007, davor 999 AAA seit 1985, davor AAA 999
Nun ist es ein Bogen aus Rotem Stein.

### Vermont
Motto: Green Mountain State
Schild: grüner Hintergrund, weiße Lettern
Buchstaben- und Ziffernanordnung: AAA 999 seit 1990, davor 99AA9

### Virginia
Motto: The Old Dominion oder Mother of States
Schild: Derzeit werden die 400-Jahr-Feiern 2007 erwähnt.
Buchstaben- und Ziffernanordnung: AAA-9999 seit 1993, davor AAA-999

### Washington
Motto: Evergreen State
Buchstaben- und Ziffernanordnung: AAA9999 (seit 2010), davor 999-AAA (seit 1987), vorher AAA-999

### West Virginia

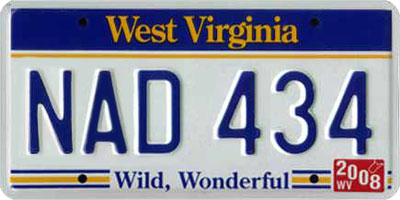
Kennzeichen aus West Virginia

Motto: Bis Ende der 1970er Jahre: Mountain State, seitdem Wild, Wonderful
Buchstaben- und Ziffernanordnung: 9AA 999 und OAA 999, NAA 999, DAA 999 seit 2000, vorher 9A 9999 und zwischendurch AAA-999 und AAA 999
Anmerkung: Die erste Ziffer steht für den Zulassungsmonat (Januar bis September). Die Buchstaben gelten in folgender Weise: O für den Oktober, N für den November und D für den Dezember anstelle einer Ziffer.

### Wisconsin

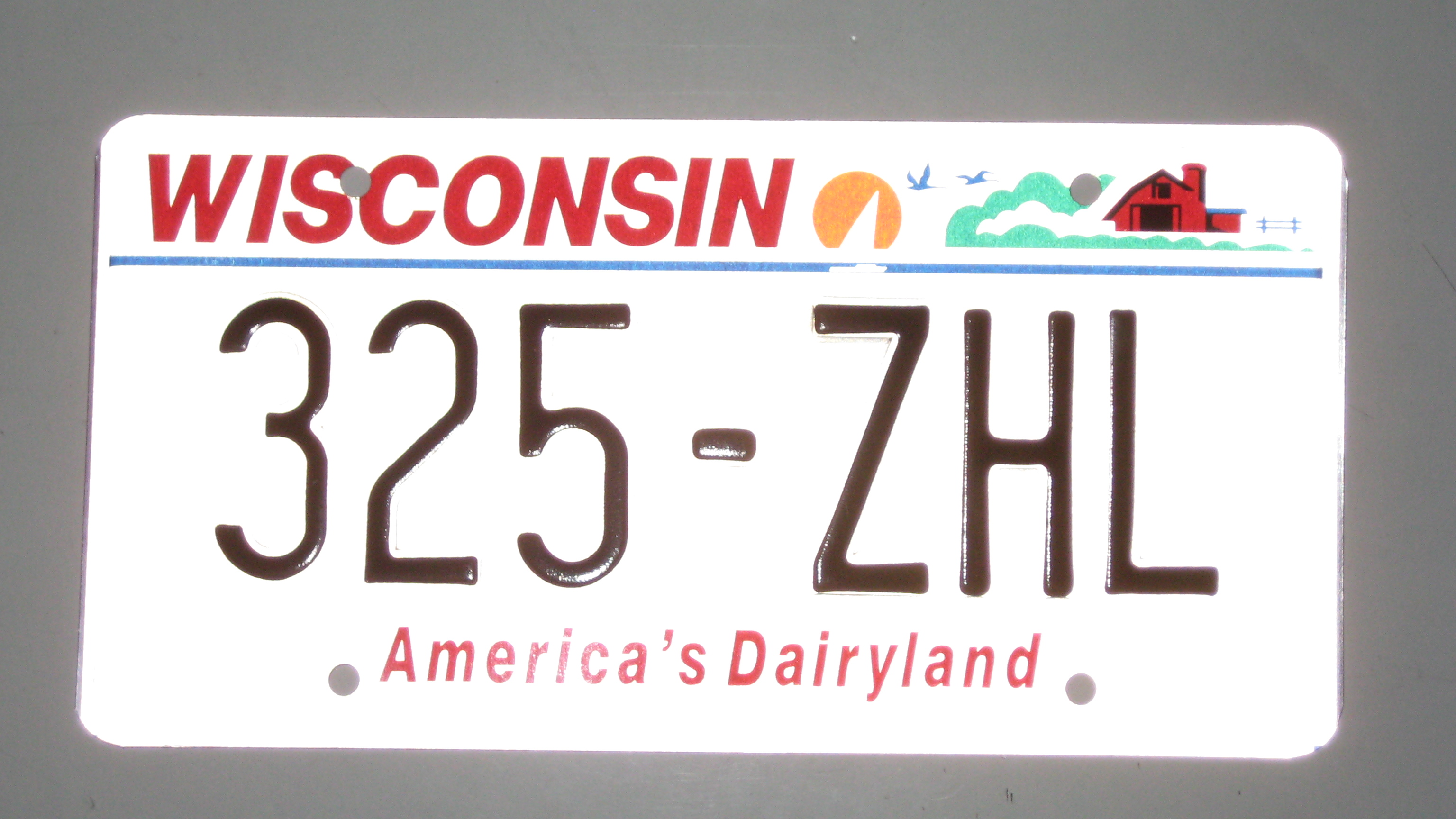
Kennzeichen aus Wisconsin

Motto: America's Dairyland, auch The Dairy State oder Badger State
Buchstaben- und Ziffernanordnung: AAA-9999 seit 2017, 999-AAA von 2000-2016, vorher AAA-999

### Wyoming
Motto: Cowboy State oder Equality State
Buchstaben- und Ziffernanordnung: Im Jahr 2009 ersetzten neue Schilder mit einer reinen Ziffernkombination die bisherigen. Die Kennzahlen für die Countys blieben erhalten. Die Kennungen ab 10 stehen jetzt nicht mehr übereinander, sondern nebeneinander. Vorher wurden Schilder mit den Buchstaben- und Ziffernanordnungen 9 999A oder 99AA bzw. 19 (1 oben, 9 unten) 999 A oder 99 AA genutzt. Die vorne allein stehende Zahl gibt das County an:
01: Natrona (Casper), 2: Laramie (Cheyenne), 3: Sheridan (Sheridan), 4: Sweetwater (Green River),
05: Albany (Laramie), 6: Carbon (Rawlins), 7: Goshen (Torrington), 8: Platte (Wheatland),
09: Big Horn (Basin), 10: Fremont (Lander), 11: Park (Cody), 12: Lincoln (Kemmerer),
13: Converse (Douglas), 14: Niobrara (Lusk), 15: Hot Springs (Thermopolis), 16: Johnson (Buffalo),
17: Campbell (Gillette), 18: Crook (Sundance), 19: Uinta (Evanston), 20: Washakie (Worland),
21: Weston (Newcastle), 22: Teton (Jackson), 23: Sublette (Pinedale), 99: Rental/Fleet

## Behörden des Bundes, Diplomaten
Auf Bundesebene gibt es mehrere Sonderkennzeichen. Die ganz überwiegende Mehrzahl betrifft reguläre Dienstfahrzeuge des Bundes, hierfür ist die General Services Administration zuständig. Diese Kennzeichen enthalten zum Teil die Inschrift "For official use only" (nur zum offiziellen Gebrauch [des Fahrzeuges]). Rechtsgrundlage ist 41 Code of Federal Regulations 102-34.145; die Liste bezüglich der Zuteilung der Fahrzeuge zu den Bundesbehörden ist im GSA Bulletin FMR Bulletin B-11 enthalten.

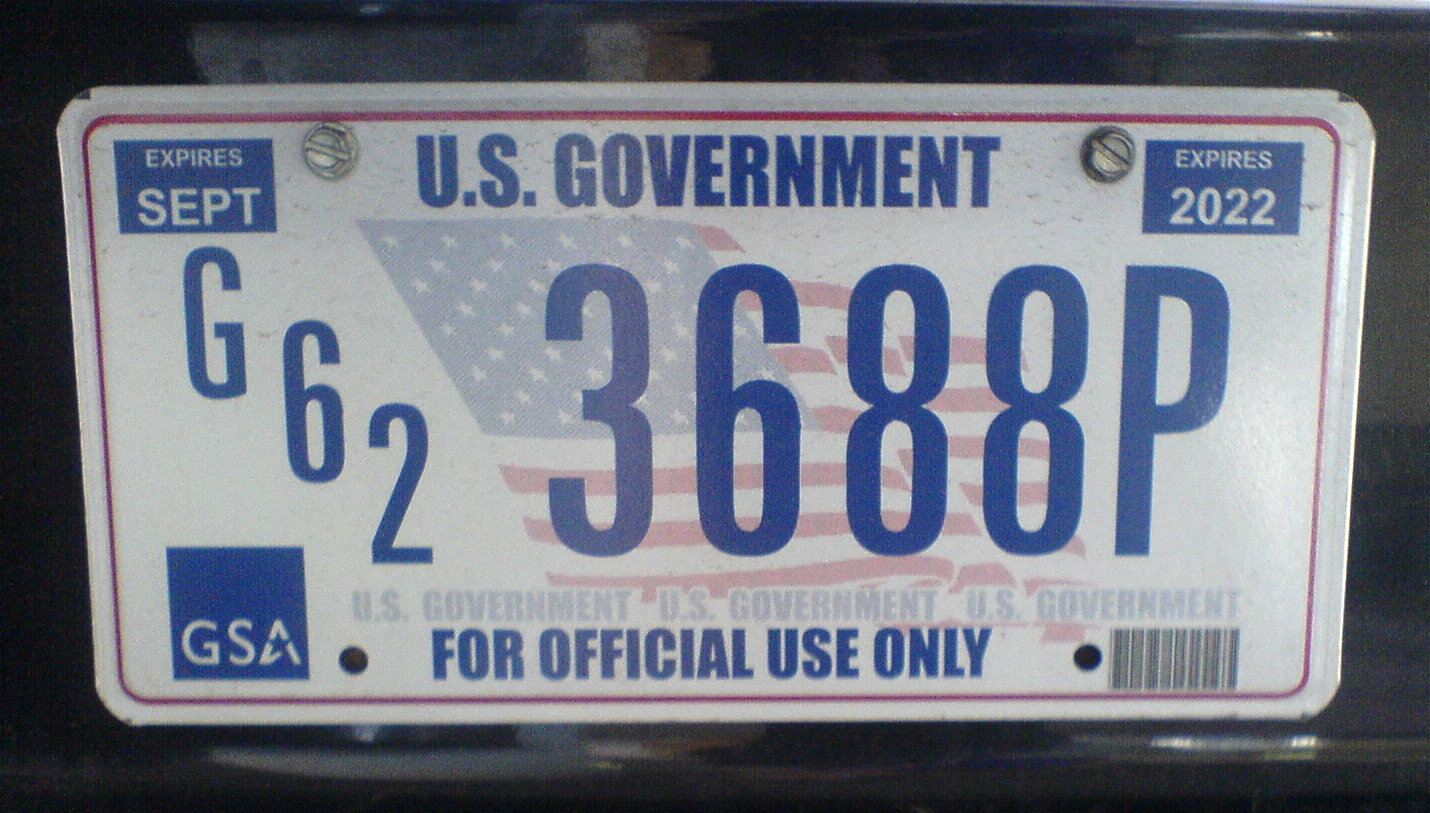

### Militär
Im Inland verwendete Militärkraftfahrzeuge der Streitkräfte der Vereinigten Staaten erhielten Kfz-Kennzeichen der Teilstreitkräfte; dabei zählte das United States Marine Corps zur United States Navy.

### Department of Homeland Security
Das Department of Homeland Security (Fleet Program) teilt sich für den Fahrzeugpark im eigenen Geschäftsbereich selbst Kfz-Kennzeichen zu.

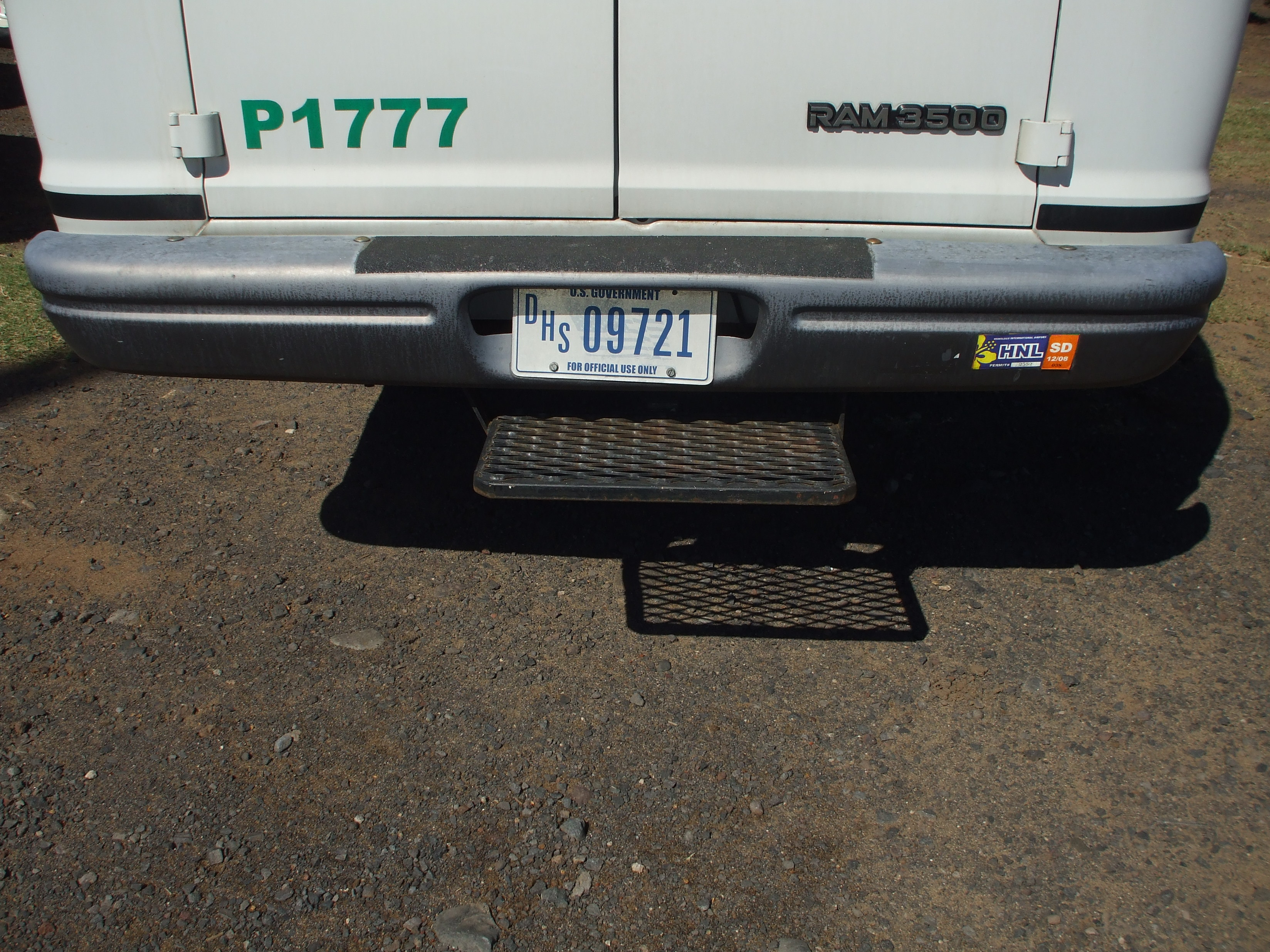

### Diplomaten / Diplomatische Vertretungen (Akkreditierung durch das US-Außenministerium)
Für Fahrzeuge des diplomatischen Korps teilt das US-Außenministerium seit den 1980er Jahren einheitliche Kfz-Kennzeichen aus, dabei gibt es Varianten beim ersten Buchstaben.

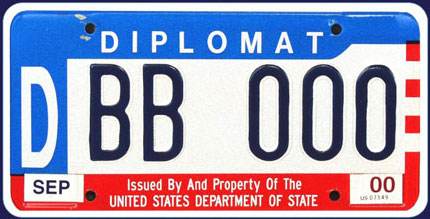

## Sonstiges
- Ärzte in den USA erhalten spezielle Kennzeichen, die mit der Abkürzung MD für Medical Doctor (Arzt) beginnen. Damit dürfen Ärzte im Dienst in den USA praktisch überall und kostenlos parken.
- In einigen US-amerikanischen Bundesstaaten erhalten Fahrer, die betrunken am Steuer ertappt wurden, spezielle Kennzeichen, die darauf hinweisen, dass der Fahrer Auflagen hinsichtlich seiner Fahrerlaubnis zu erfüllen hat. Zum Beispiel darf die Person ihr Fahrzeug nur zu dienstlichen Zwecken führen.